# 设里河
设里河，位于中国云南省东南部，是西江南盘江段右岸支流，上游又称凤尾河，发源于丘北县东北部温浏乡以西的山丘，向北流经师宗县东南部的高良壮族苗族瑶族乡，于高良乡北部南盘江大桥下游汇入南盘江。全长50.9公里，河道比降10.8‰，落差700米，流域面积348.3平方公里。水力资源理论蕴藏量1.88万千瓦。